# Германия на летних Олимпийских играх 1900
Германия на летних Олимпийских играх 1900 была представлена 76 спортсменами в восьми видах спорта. Страна заняла 7-е место в общекомандном медальном зачёте.

## Медалисты

### Золото
| Золото |                                                                                     |                                            |
| №      | Спортсмены                                                                          | Вид спорта (дисциплина)                    |
| 1      | Густав Госслер, Оскар Госслер, Вальтер Катценштайн, Вальдемар Титгенс, Карл Госслер | Академическая гребля (четвёрки с рулевыми) |
| 2      | Эрнст Хоппенберг                                                                    | Плавание (200 метров на спине)             |
| 3      | Герберт фон Петерсдорф, Юлиус Фрей, Макс Хайнле, Эрнст Хоппенберг, Макс Шёне        | Плавание (200 метров среди команд)         |
| 4      | Оттокар Вайзе, Мартин Визнер, Георг Науэ, Хайнрих Петерс                            | Парусный спорт (1-2 тонны)                 |

### 

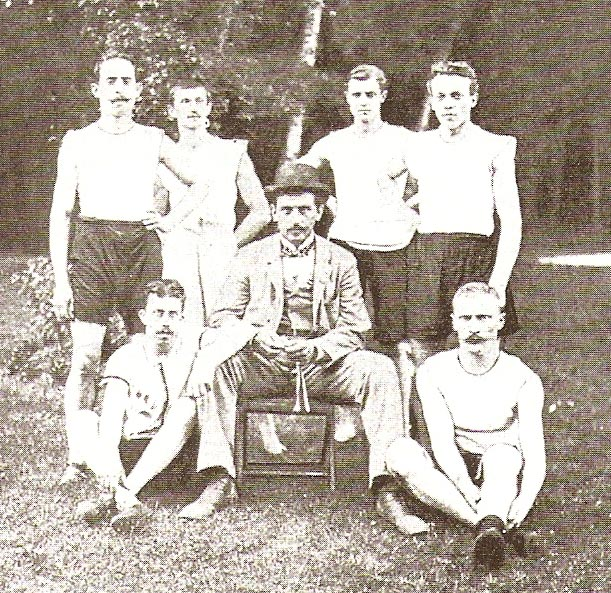
Немецкая легкоатлетическая команда

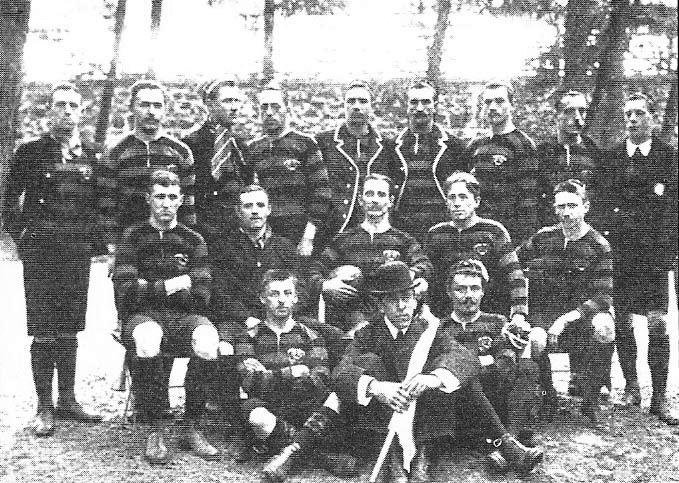
Немецкая команда по регби

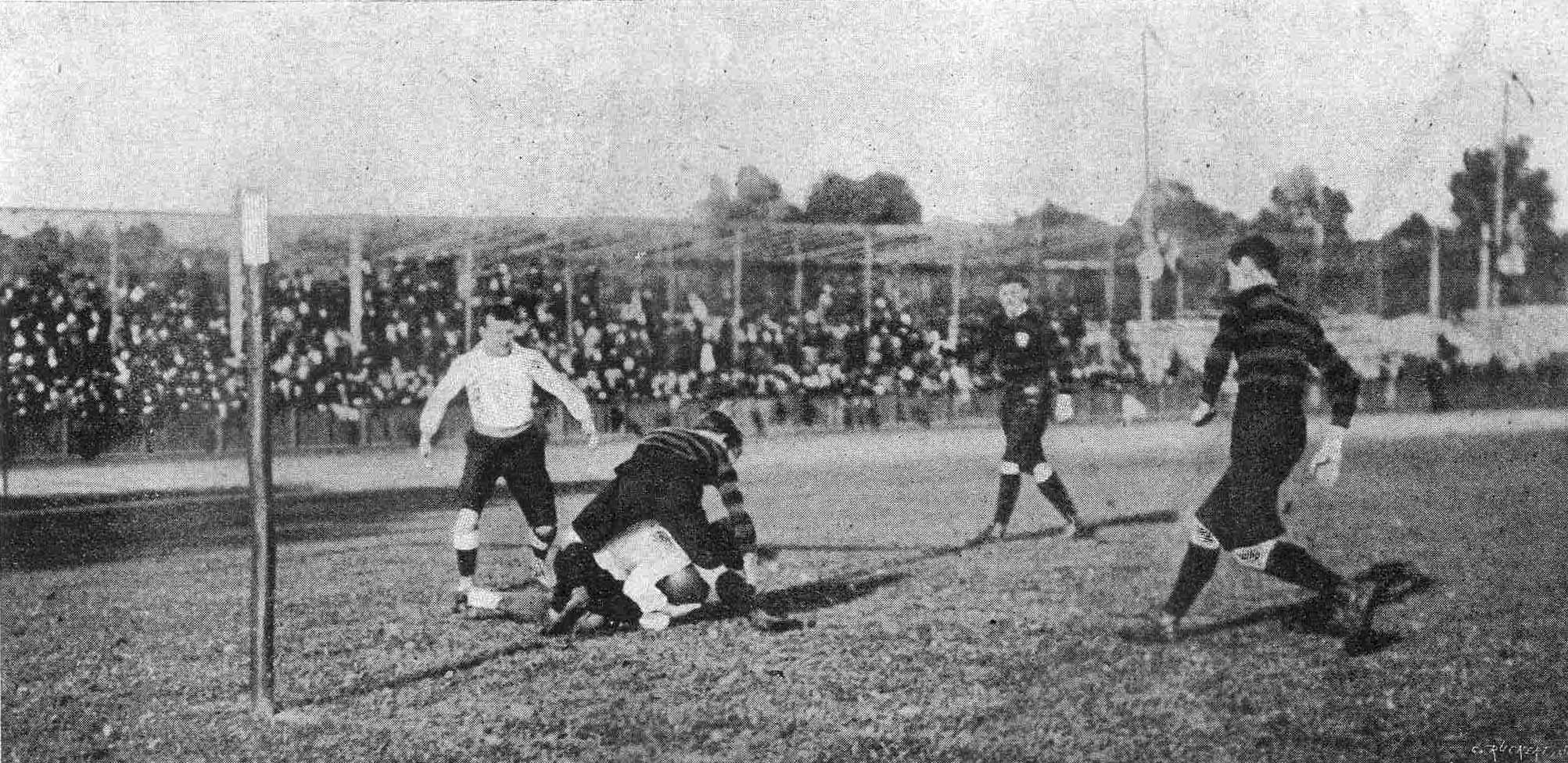
Матч между Францией и Германией

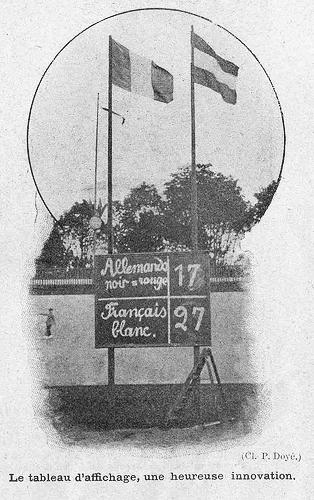
Итоговое табло после матча Германия-Франция

### Серебро
| Серебро | |                                 |
| №       | Спортсмены | Вид спорта (дисциплина)         |
| 1       | Оттокар Вайзе, Мартин Визнер, Георг Науэ, Хайнрих Петерс | Парусный спорт (открытый класс) |
| 2       | Альберт Амрхайн, Хуго Беттинг, Георг Вендерот, Якоб Герман, Герман Кройцер, Арнольд Ландфойгт, Ганс Латша, Рихард Людвиг, Эрих Людвиг, Фриц Мюллер, Эдуард Поппе, Хайнрих Райтц, Вилли Хофмайстер, Август Шмирер, Адольф Штокхаузен | Регби (мужчины)                 |

### Бронза
| Бронза |                                                                           |                                            |
| №      | Спортсмены                                                                | Вид спорта (дисциплина)                    |
| 1      | Вильгельм Карстенс, Юлиус Кёрнер, Адольф Мёллер, Хуго Рюстер, Густав Мотс | Академическая гребля (четвёрки с рулевыми) |
| 2      | Герман Вилькер, Карл Леле, Эрнст Фелле, Отто Фиккайзен , Франц Крёверат   | Академическая гребля (четвёрки с рулевыми) |

## Результаты соревнований

### Академическая гребля
Курсивом показаны рулевые
| Соревнование        | Спортсмены | Полуфинал | Полуфинал | Финал A   | Финал A | Финал B   | Финал B |
| Соревнование        | Спортсмены | Результат | Место     | Результат | Место   | Результат | Место   |
| ------------------- | --- | --------- | --------- | --------- | ------- | --------- | ------- |
| Четвёрки с рулевыми | Густав Госслер, Оскар Госслер, Вальтер Катценштайн, Вальдемар Титгенс, Карл Госслер | 5:56,2    | 1         |           |         | 5:59,0    | 1       |
| Четвёрки с рулевыми | Герман Вилькер, Карл Леле, Эрнст Фелле, Отто Фиккайзен, Франц Крёверат | 6:14,0    | 1         |           |         | 6:05,0    | 3       |
| Четвёрки с рулевыми | Вильгельм Карстенс, Юлиус Кёрнер, Адольф Мёллер, Хуго Рюстер, Густав Мотс (полуфинал), Макс Аммерман (финал)                                                                                  | 6:03,0    | 3         | 7:18,2    | 3       |           |         |
| Восьмёрки           | Артур Варнке, Густав Госслер, Оскар Госслер, Эрнст Женквель, Эдгар Катценштайн, Вальтер Катценштайн, Теодор Лауреццари, Вальдем Титгенс, Александер Гляйхман (полуфинал), неизвестный рулевой | 5:04,8    | 3         | 6:33,0    | 4       |           |         |

### Велоспорт
| Соревнование | Спортсмен     | Первый раунд | Первый раунд | Четвертьфинал | Четвертьфинал | Полуфинал | Полуфинал | Финал     | Финал     |
| Соревнование | Спортсмен     | Результат    | Место        | Результат     | Место         | Результат | Место     | Результат | Место     |
| ------------ | ------------- | ------------ | ------------ | ------------- | ------------- | --------- | --------- | --------- | --------- |
| Спринт       | Карл Дуиль    | 1:35,4       | 1            | неизвестен    | 2             | не прошёл | не прошёл | не прошёл | не прошёл |
| Спринт       | Пауль Готтрон | 1:32,4       | 1            | неизвестен    | 2             | не прошёл | не прошёл | не прошёл | не прошёл |
| Спринт       | Дрешер        | неизвестен   | 4-8          | не прошёл     | не прошёл     | не прошёл | не прошёл | не прошёл | не прошёл |

### Водные виды спорта

#### Водное поло
Состав команды
- Ганс Аниоль
- Пауль Гебауер
- Макс Хайнле
- Георг Хакс
- Макс Лексау
- Герберт фон Петерсдорф
- Фриц Шнайдер

Соревнование
Четвертьфинал
| 11 августа 1900 | Франция 2                    | 3 : 2 | Германия |  |
| 11 августа 1900 | Счёт по половинам: 2:0, 1:1. |       |          |  |

Итоговое место — 5-7

#### Плавание
| Соревнование               | Спортсмен                                                                | Полуфинал | Полуфинал | Финал                           | Финал          |
| Соревнование               | Спортсмен                                                                | Результат | Место     | Результат                       | Место          |
| -------------------------- | ------------------------------------------------------------------------ | --------- | --------- | ------------------------------- | -------------- |
| 200 метров вольным стилем  | Юлиус Фрай                                                               | 2:50,4    | 3         | 2:58,2                          | 8              |
| 1000 метров вольным стилем | Макс Хайнле                                                              | 15:54,0   | 1         | 15:22,6                         | 4              |
| 200 метров на спине        | Эрнст Хоппенберг                                                         | 2:54,4 OR | 1         | 2:47,0 OR                       | 1              |
| 200 метров среди команд    | Эрнст Хоппенберг Макс Хайнле Юлиус Фрай Макс Шёне Герберт фон Петерсдорф |           |           | 2:35,4 2:36,0 2:42,0 2:55,0 DNS | 1 2 4 6 — (20) |
| 200 метров среди команд    | Эрнст Хоппенберг Макс Хайнле Юлиус Фрай Макс Шёне Герберт фон Петерсдорф | 33 очка   | 1         |                                 |                |
| Подводное плавание         | Ганс Аниоль                                                              |           |           | 30,0 с 36,95 м 103,9 очков      | 6              |

### Лёгкая атлетика
| Соревнование                | Спортсмен           | Предварительный раунд | Предварительный раунд | Полуфинал      | Полуфинал | Дополнительный раунд | Дополнительный раунд | Финал      | Финал     |
| Соревнование                | Спортсмен           | Результат             | Место                 | Результат      | Место     | Результат            | Место                | Результат  | Место     |
| --------------------------- | ------------------- | --------------------- | --------------------- | -------------- | --------- | -------------------- | -------------------- | ---------- | --------- |
| 100 метров                  | Курт Дёрри          | неизвестен            | 2                     | не финишировал | —         | не прошёл            | не прошёл            | не прошёл  | не прошёл |
| 100 метров                  | Юлиус Кайль         | неизвестен            | 4                     | не прошёл      | не прошёл | не прошёл            | не прошёл            | не прошёл  | не прошёл |
| 200 метров                  | Альберт Велькмюллер | неизвестен            | 4                     |                |           |                      |                      | не прошёл  | не прошёл |
| 400 метров                  | Густаф Рау          | неизвестен            | 5                     |                |           |                      |                      | не прошёл  | не прошёл |
| 2500 метров с препятствиями | Франц Дюне          |                       |                       |                |           |                      |                      | неизвестен | 6         |
| 4000 метров с препятствиями | Франц Дюне          |                       |                       |                |           |                      |                      | неизвестен | 6         |
| Прыжки в длину              | Вальдемар Штеффен   |                       |                       |                |           |                      |                      | 6,30 м     | 8         |
| Тройной прыжок              | Вальдемар Штеффен   |                       |                       |                |           |                      |                      | неизвестен | 7-13      |
| Прыжки в высоту             | Вальдемар Штеффен   |                       |                       |                |           |                      |                      | 1,70 м     | 4         |
| Тройной прыжок с места      | Вальдемар Штеффен   |                       |                       |                |           |                      |                      | неизвестен | 5-10      |

### Парусный спорт
| Соревнование   | Спортсмены                                                 | Яхта         | Результат | Место |
| -------------- | ---------------------------------------------------------- | ------------ | --------- | ----- |
| 0,5-1 тонны    | Оттокар Вайзе, Артур Бломфельд, Георг Науэ, Хайнрих Петерс | Aschenbrödel | DSQ       | —     |
| 1-2 тонны (B)  | Оттокар Вайзе, Мартин Визнер, Георг Науэ, Хайнрих Петерс   | Aschenbrödel | 3:09:19   | 1     |
| Открытый класс | Оттокар Вайзе, Мартин Визнер, Георг Науэ, Хайнрих Петерс   | Aschenbrödel | 5:58:17   | 2     |

### Регби
Состав команды
- Альберт Амрхайн
- Хуго Беттинг
- Георг Вендерот
- Якоб Герман
- Герман Кройцер
- Арнольд Ландфойгт
- Ганс Латша
- Рихард Людвиг
- Эрих Людвиг
- Фриц Мюллер
- Эдуард Поппе
- Хайнрих Райтц
- Вилли Хофмайстер
- Август Шмирер
- Адольф Штокхаузен

Соревнование
| Дата       | Победитель | Счёт         | Проигравший |
| ---------- | ---------- | ------------ | ----------- |
| 14 октября | Франция    | 27:17 (14:5) | Германия    |

### Спортивная гимнастика
| Соревнование              | Спортсмены          | Финал     | Финал |
| Соревнование              | Спортсмены          | Результат | Место |
| ------------------------- | ------------------- | --------- | ----- |
| Индивидуальное первенство | Хуго Пайч           | 252       | 29    |
| Индивидуальное первенство | Ойген Фюрштенбергер | 240       | 53    |
| Индивидуальное первенство | Рихард Гензировски  | 238       | 54    |
| Индивидуальное первенство | Рётонг              | 234       | 59    |
| Индивидуальное первенство | Карл Вигард         | 224       | 71    |
| Индивидуальное первенство | Фриц Мантойфель     | 223       | 72    |
| Индивидуальное первенство | Франц Аббе          | 219       | 77    |
| Индивидуальное первенство | Фриц Даннер         | 216       | 79    |
| Индивидуальное первенство | Эрвин Вилли Курц    | 216       | 79    |
| Индивидуальное первенство | Фриц Зауэр          | 214       | 84    |
| Индивидуальное первенство | Густав Флатов       | 204       | 102   |
| Индивидуальное первенство | Нунингер            | 199       | 107   |
| Индивидуальное первенство | Синдрак             | 180       | 118   |
| Индивидуальное первенство | Оскар Науман        | DNF       | —     |

### Фехтование
| Соревнование | Спортсмены   | Первый раунд | Полуфинал | Финал     |
| Соревнование | Спортсмены   | Место        | Место     | Место     |
| ------------ | ------------ | ------------ | --------- | --------- |
| Сабля        | Альфонс Шёне | выбыл        | не прошёл | не прошёл |